# Дравиды
Драви́ды — народы, населяющие главным образом Южную Индию (на территории Пакистана остались только брагуи) и говорящие на дравидийских языках. Антропологически дравиды настолько отличаются от остального населения Индии, что многие исследователи выделяют их в отдельную расу — дравидийскую, или южноиндийскую — очевидно, являющуюся результатом смешения индо-средиземноморской и веддоидной рас.
Дравидийские народы являются основными создателями одной из древнейших и самых развитых мировых цивилизаций — цивилизации долины Инда, или Хараппской цивилизации, в культуре и мифологии которой довольно чётко прослеживаются дравидийские элементы. Предполагается, что в период, когда эта древнейшая цивилизация уже клонилась к упадку, в результате серии экологических катастроф и волнового индоарийского (расово представлявших собой европеоидов) натиска, города в бассейне Инда были разрушены, а коренное население — в частности, дравиды — было вытеснено, либо мигрировало на юг полуострова Индостан.
К дравидам относятся телугу, или андхра (44 млн человек по оценке 1967 года, в настоящее время — более 80 млн человек), тамилы (~70 млн человек, частично живут также на острове Шри-Ланка, в Малайзии, Мьянме и других странах Юго-Восточной Азии), малаяли (более 35 млн человек), каннара (44 млн человек), гонды (более 4 млн человек), тулу (около 1 млн человек), а также ряд малочисленных народов, во многом сохранивших ещё родоплеменной уклад и живущих в основном в горных и лесных районах: ораоны, тоды, кота, курумба, бадага, байга и др.
Народы телугу и тамилы являются создателями двух крупнейших индийских киноиндустрий: Толливуда (кинематограф на языке телугу) и Колливуда (кинематограф на тамильском языке), в настоящее время превосходящие Болливуд (кинематограф на языке хинди) по количеству кинопродукции.
Южноиндийские города Бангалор и Хайдарабад являются крупнейшими в Индии научными и индустриальными центрами. Хайдарабад соперничает с Бангалором за право называться индийской кремниевой долиной.

## Происхождение слова
Происхождение санкритского слова drāviḍa, от которого происходит русское «дравид», связывают со словом Tamiḻ — самоназванием тамилов и тамильского языка. Этим словом в санскрите обозначали южные области Индии, населённые дравидийскими народами. В частности, слово могло пройти следующий путь: tamiḻ > *damiḷ > damiḷa- / damila- > drāviḍa (стоит отметить, что замена m на v — частое явление среди дравидийских языков). 

## Территория расселения и антропология
Дравиды делятся на северных, центральных и южных. Территория расселения северных дравидов: Пакистан, Афганистан, Иран и Туркменистан, Северо-Восточная Индия, Бангладеш и Непал. К ним относятся брагуи, ораоны, малто (малер) и пахариа. Территория расселения центральных дравидов: Центральноиндийский хребет, горы Виндхья, Сатпура, долина реки Махадео. К ним относятся гонды, кхонды, койя, пенго и др. Территория расселения южных дравидов включает в себя плоскогорье Декан, Западные и Восточные Гаты, Малабарское и Корамандельское побережье. К ним относятся крупнейшие этнические общности Индии: телугу, тамилы, малаяли и каннара, на территории которых в 1953—1956 годах были созданы «языковые штаты» Тамилнад, Керала, Андхра-Прадеш и Карнатака; тамилы также населяют и северные районы Шри-Ланки.  
К южным дравидам относится также южноиндийский народ тулу (тулува), проживающий в южной части штата Карнатака и на севере штата Керала. С 90-х годов XX века в среде народа тулу усилилось движение за формирование на территории их проживания собственного «языкового штата» — Тулунаду. Помимо вышеперечисленных крупнейших этнических общностей Индии, к южным дравидам относятся малые племена группы адиваси, племена кодагу, тода, кота, ирула, тулу, курумба, корага, ченчу, кайкада и др. Основная территория их проживания — Южная Индия. Такие представители южных дравидов, как телугу, тамилы, каннара и малаяли входят в десятку крупнейших народов Индии. Язык телугу занимает третье место в Индии по количеству носителей, тамильский — пятое, языки каннада (или каннара) и малаялам — восьмое и девятое (см. список языков Индии по количеству носителей). Южные дравиды проживают компактно и составляют большинство населения на своих этнических территориях. Северные и центральные дравиды, напротив, живут анклавами, окружённые недравидийскими народами. Начиная с периода XIX — начала XX  века несколько миллионов дравидов проживают в Юго-Восточной Азии, включая такие страны, как Малайзия, Индонезия, Сингапур и др., а также на островах Тихого и Индийского океанов, в Южной и Юго-Восточной Африке. По оценке 2004 года, численность дравидов в Южной Азии составляет 210 — 220 миллионов человек.
Антропологически дравиды очень смешаны, включают в себя как европеоидные, так и веддоидные расовые типы. Дравидийская раса, в своей общей совокупности, очевидно, представляет собой результат смешения индо-средиземноморской и веддоидной рас. По другой классификации, большинство южных дравидов относят к южноиндийской расе, а северных и центральных дравидов — к индо-средиземноморской расе. У всех дравидов — особенно в Северной и Северо-Восточной Индии — помимо веддоидной, прослеживаются также черты австралоидной расы. Веддоидная и австралоидная малые расы являются частью большой австрало-веддоидной расы.

## История

### Проблема прародины
Дравиды являются одной из самых ранних цивилизованных рас Индостана — они появились в Южной Азии раньше, чем предки других этнолингвистических общностей современной Индии. Вопрос о происхождении дравидов, однако, до сих пор до конца не ясен, и их появление на земле Индостана остаётся загадкой, разрешить которую пыталось не одно поколение индологов, археологов, историков и лингвистов. Прародина дравидов до сих пор окончательно не установлена (останки дравидоидов эпохи верхнего палеолита были обнаружены в Воронежской области России и на территории Египта, относящиеся к додинастическому периоду).
Генетические связи дравидийских языков с другими во многом спорны. Предполагается генетическая близость дравидов к населению Древнего Элама и современным носителям уральских языков и алтайских языков. Крупнейший советский индолог-дравидолог М. С. Андронов полагал, что наиболее заслуживающей внимания можно считать гипотезу (основанную на большом языковом материале) о родстве дравидийских языков с угро-финскими или урало-алтайскими языками.
При решении этой проблемы весьма важное значение имеет тот факт, что одно из племён Белуджистана, называемое брагуи, говорит на языке, близком современным ветвям первоначального дравидийского языка. Некоторые учёные склонны рассматривать дравидов как потомков первобытных жителей Индии и придерживаются взгляда, что дравидийская культура является результатом постепенного развития местной додравидийской культуры. Эта группа учёных полагает, что переселение дравидов из Индии в Белуджистан и привело к основанию в этом районе дравидийской колонии. Другая, более многочисленная группа учёных указывает на сходство между шумерийским и дравидийским этническими типами и считает, что дравиды из Западной Азии через Белуджистан вторглись в Индию, а брагуи — это потомки группы дравидийских переселенцев, которая задержалась в Белуджистане на пути в Индостан. Существует также гипотеза, сторонники которой считают прародиной дравидов легендарный материк Лемурию. Приверженцы этой теории полагают, что вполне возможно, что в глубочайшей древности Двуречье, Иран, Кавказ (в этих местах различные учёные помещали прародину дравидов), а возможно — и часть Средней Азии, были населены племенами, говорившими на дравидийских языках, однако, это вовсе не означает, что протодравиды пришли в Индию именно из этих мест. Сторонники теории ссылаются на известного советского индолога-филолога, лингвиста Г. А. Зографа, который в работе «Языки Индии, Пакистана, Цейлона и Непала» (1960) отмечал, что в последнее время всё большее признание находит теория, согласно которой предполагается, что продвижение дравидийских народов шло с юга полуострова Индостан на север, а не с севера на юг. Так, например, у дравидийских племён, говорящих на языке курух и живущих в центральной и северо-восточной частях Индии, существует предание, что их предки вышли из Южной Индии. В древних преданиях дравидов упоминается о прародине, несколько тысяч лет назад ушедшей на дно океана и находившейся к югу от мыса Коморин. В легендах тамилов — самого южного и самого древнего из дравидийских народов (тамильский язык является наиболее богатым из дравидийских языков) — рассказывается о некоем Южном материке и ранней санге, якобы возглавляемой великим богом Шивой, которая исчезла в волнах океана вместе с этим материком.
В настоящее время считается наиболее вероятным, что протодравиды жили в районах, расположенных на западе и северо-западе от Индостана (предполагается их генетическая близость к населению Древнего Элама и современным носителям уральских и алтайских языков), и мигрировали в Южную Азию в конце V — начале IV тыс. до н. э. С дравидами связывают ряд неолитических, энеолитических и мегалитических культур северо-западных, центральных и южных районов Индостана, таких как Мехргарх, Инамгаон, Неваса, Навдатоли, Адичаналлур, Брахмагири, Маски и др. «Дравидийские народы и племена не являются аборигенами Индии и появились там, по-видимому, не позже IV тысячелетия до н. э. Вопрос о их происхождении и внеиндийском периоде их истории остаётся открытым, хотя уже были высказаны некоторые предположения о возможных доисторических связях этих племён с древними племенами восточного Средиземноморья, а также со многими другими народами» — пишет крупнейший советский дравидолог М. С. Андронов.
По мнению французской исследовательницы Омбюрже, древнейшим языком европеоидов-меланхроев, обитающих в Восточной Африке (в настоящее время говорящих на языках семито-хамитской группы), был язык, родственный дравидийским языкам. С дравидийскими языками сближают язык эламитян, создавших древнейшую, наряду с шумерской и египетской, цивилизацию планеты (Древний Элам — современные иранские провинции Хузестан и Лурестан). Профессор И. М. Дьяконов в работе «Языки древней Передней Азии»  писал: «можно предполагать, что племена, по языку родственные эламитянам и дравидам, в IV—III тысячелетиях до н. э., а может быть и позже, были распространены по всему Ирану — по крайней мере, в его южной части… следы дравидийской топонимики (правда, не датируемые каким-либо определённым периодом), по-видимому, обнаружены на Аравийском полуострове, а следы примеси дравидоидной (южноиндийской) расы отмечаются, как утверждают некоторые исследователи, в ряде районов южного Ирана». Исследователи И. И. Пейрос и В. А. Шнирельман в работе «В поисках прародины дравидов (лингвоархеологический анализ)» отметили следующий факт: «Возможность эламо-дравидийского языкового родства, которую достаточно убедительно, по нашему мнению, показал Д. Макальпин, также подтверждает западное происхождение дравидийских языков. Эламо-дравидийское единство должно было распасться где-то на Среднем Востоке не позднее V—IV тыс. до н. э. Лишь после этого дравидийские языки могли начать движение в Южную Азию. К концу II тыс. до н. э. дравидийские языки были уже широко представлены в Индии, о чём свидетельствуют дравидо-индийские языковые контакты… Таким образом, все известные лингвистические данные позволяют говорить о передвижении дравидийских языков и, скорее всего, дравидийских народов в Южную Азию с запада в период с IV по II тыс. до н. э. Сказанному не противоречат и археологические данные, свидетельствующие о распространении неолитических и энеолитических культур по той же территории и в том же направлении. На этом основании некоторые археологи уже высказывали соображения о том, что определённые энеолитические культуры Среднего Востока могли быть созданы древними дравидами». По мнению индийского учёного Т. Б. Наяра, географические названия в Двуречье, Иране, Афганистане и даже на Кавказе могут быть истолкованы, если исходить из дравидийских языков. Другой крупный авторитет, румынский лингвист Н. Лаховари, в книге «Происхождение дравидов и Запад» указал на наличие множества общих черт между кавказскими и дравидийскими языками. Т. Б. Наяр и Н. Лаховари полагают, что племена дравидов проникли в Индию приблизительно в IV тыс. до н. э. Примечательным является и то, что при помощи дравидийских корней удаётся наиболее убедительно объяснить слова языка, на котором говорили древнейшие жители долины Тигра и Евфрата — так называемые «протошумеры», или убаидцы (по наименованию холма Уль-Убейд (или Эль-Обайд), при раскопках которого были впервые найдены следы создателей самой первой цивилизации планеты).

### Цивилизации и государства
Вероятно, дравидийские народы являются основными создателями одной из древнейших и развитых мировых цивилизаций — цивилизации долины Инда, или Хараппской цивилизации (III—II тыс. до н. э), в культуре, мифологии и, возможно, языке которой прослеживаются дравидийские элементы. Небольшую часть жителей Хараппской цивилизации, общая численность населения которой оценивается в пять миллионов человек, возможно, составляли древние арии. Известный советский индолог С. И. Тюляев писал: «Окончательная гибель древнеиндийской цивилизации (созданной в основном племенами дравидийской языковой группы), достигшей такого высокого уровня развития культуры и занимавшей огромную территорию с расположенными на ней городами, не может быть объяснена одними внутренними причинами или изменениями в природных условиях. Её упадок несомненно прогрессировал, но его ускорение было связано с расселением в долине Инда и затем Ганга новых племён… Эти племена, говорившие на диалектах индоевропейской языковой семьи, стояли на более низкой ступени общественного развития, чем местное население с его высокой городской культурой». Пришлые племена, называвшие себя ариями, расселялись в Северо-Западной Индии и двигались далее на восток по долине Ганга. «Представляется, что индоарии постепенно разрушили города в бассейне Инда, когда эта древнейшая цивилизация уже клонилась к упадку, и потеснили коренное население, в частности дравидов, на Юг». Другой крупнейший авторитет, советский индолог и лингвист Г. А. Зограф, писал: «По-видимому, основная масса носителей дравидийских языков была оттеснена на юг при нашествии арьев, и лишь часть их осталась в наименее доступных местностях». «Но затем культура индоариев стала сближаться с местной и многое от неё заимствовала. Произошло и этническое смешение ариев с местным населением» (С. И. Тюляев), в результате чего индоарии «много заимствовали от их более древней цивилизации». Эти значительные перемены в жизни общества получили отражение в великом древнеиндийском эпосе «Махабхарата».
В IV—III веках до н. э. на территории, населённой дравидами, образовались государства: Чола и Пандья — на территории современного Тамилнада и Чера — на территории современной Кералы. Государства Чола, Пандья и Чера являлись «морскими державами», которые с одной стороны поддерживали торговые связи со странами Средиземноморья (в том числе с Римом, основавшим на восточном побережье индийского Юга торговую факторию), а с другой — с государствами Юго-Восточной Азии, а также вели торговлю с Египтом и Китаем. О торговле Рима с  Югом Индии во II веке н. э. писал Птолемей, в работах которого упоминаются многие крупные южноиндийские порты, содержатся сведения о государствах Чола и Пандья. О тесных контактах с Римом также свидетельствуют упоминающиеся в «Перипле Эритрейского моря», у Плиния Старшего и Клавдия Птолемея названия южноиндийских городов государств Чера, Пандья и Чола, имеющие прямые соответствия в тамильских источниках.
Черы (Перумалы). Тамилы издавна представляли своё общество состоящим из трёх
государств — Чола, Чера и Пандья. В одном из комментариев на «Тирукурал» сказано, что эти три царства правят землёй тамилов «со дня Творения». Государство Чера существовало, вероятно, с середины I тыс. до н. э. Первое упоминание о стране Чера относится к эдиктам императора Ашоки (III в. до н.э.), где она названа именем «Кералапутра». Следующее упоминание о Чере встречается в литературе эпохи Сангама (первые века н. э.). В ней Чера — одно из тамильских потестарных образований наряду с государствами Чола и Пандья. Упоминаются цари этой династии, активно участвующие в политической жизни Тамилнада. Эти упоминания не вызывают особых сомнений, однако на эпохе Сангама всё же остаётся налёт легендарности . О древнем периоде истории государства Черов, от процветавших тогда, судя по художественной литературе Сангама, государств не осталось никаких других свидетельств и никаких материальных остатков. Только известно, что приблизительно до III века Чера являлась одной из трёх крупнейших держав Южной Индии наряду с Чолами  и Пандьями. Географическое положение древнейшей Черы неясно. Традиционно считается, что она находилась на Западном побережье (Малабар), на территории современной Кералы. Но есть веские основания считать, что она располагалась по другую сторону Западных Гат, и её столицей был Карур в верховьях реки Кавери (округ Тиручираппалли). Степень участия древней Черы в политической и культурной жизни древнего Тамилнада была бы невозможна, если бы она располагалась на территории современной Кералы и была отгорожена от государств Чола и Пандья грядой Западных Гат. Странно также и то, что материальные следы пребывания греко-римлян, которые относятся как раз к эпохе Сангама, в основном сосредоточены на Восточном побережье. Они неплохо знали и Западное побережье, но почему-то продолжали свой путь вокруг мыса Коморин и основывали свои поселения в Тамилнаде, в том числе в Каруре. По мнению М. Г. С. Нараянана, вероятно, что Керала тогда находилась на низкой стадии развития и примерно до VIII века представляла собой территорию с племенным населением. Как особый этнокультурный регион современная Керала появилась безотносительно к древней Чере, и произошло это где-то в промежутке между эпохой Сангама (т. е. первыми веками н. э.) и VIII веком в результате миграции сюда брахманов из Гуджарата и Конкана и основания ими поселений на Малабарском берегу. Династия Поздних Черов (Перумалов) исторически достоверна. Поздние Черы, со столицей уже в Керале, в городе Маходаяпурам, или Макотаи (современный Кодунгаллур), правили примерно с 800 по 1122 год и имели множество вассальных династий. Отмечены также Черы (поздние) и на территории страны Конгу (западные районы Тамилнада) в XI–XII веках. В начале IX века правители Поздних Черов в союзе с соседними династиями Паллавов и Пандьев потерпели поражение в борьбе с мощнейшей Раштракутской империей. Новый союз государств, куда вошли Черы и Чолы, был также разбит Раштракутами. В конце X века Черы попали в зависимость от державы Чолов, которая стала играть доминирующую роль в Южной Индии. После распада государства Поздних Черов на мелкие владения, начинается так называемый «брахманский период»: соперничество между двумя брахманскими грама — Панниюром и Шукапуром — стало основным содержанием истории. Ситуация, возникшая после XII века, весьма вероятно, послужила основанием для возникновения легенды о Парашураме, о том, что вся Керала «отдана» брахманам и что некий Чераман Перумал разделил её на мелкие княжества. М. Г. С. Нараянан, которому удалось в серии статей и докладов воссоздать историю этого государства как в политическом, так и в социальном ракурсе, отождествлял легендарного Черамана Перумала с основателем династии Поздних Черов в самом конце VIII века.
Сатаваханы. Населённая народом телугу Андхра составила ядро государства Сатаваханов, а после входила в состав государств Чалукьев, Чола и Какатьев. Государство Сатаваханов (именуемых также Андхрами)
являлось самым сильным и  известным в послемаурийский период Декана. В правление царя Сатакани, или Сатакарни (в пуранах — Шатакарни), наиболее крупного правителя первого периода сатаваханской истории, государство заметно расширило свои владения, а сам царь стал называться «господином Южной страны». В течение нескольких столетий Сатаваханам удавалось удерживать власть над огромной территорией, успешно соперничать с североиндийскими государствами и противостоять натиску вторгавшихся племён. Время Сатаваханов отмечено значительным развитием культуры, интенсивностью связей со странами Запада, прежде всего с Римом, что находит подтверждение в письменных источниках, в том числе в «Перипле Эритрейского моря». Правителям династии на протяжении нескольких столетий пришлось вести борьбу с шакскими (сакскими) кшатрапами, что в итоге окончательно подорвало мощь Сатаваханской империи. Единое государство распалось, но мелкие правители, принадлежавшие к различным ветвям династии, ещё долго удерживали за собой ряд областей. В Кунтале, например, потомки одной из ветвей Сатаваханов правили вплоть до середины IV века. Отдельные части Сатаваханской империи оказались под властью династий Вакатаков, Абхиров, Паллавов и Икшваков.
После падения Сатаваханов мелкие династии вели между собой ожесточённую борьбу за гегемонию. Династия Абхиров, утвердившаяся после распада государства Сатаваханов в Северном Конкане и, возможно, даже вытеснившая Западных Кшатрапов из их столицы Уджаяни, вскоре утратила своё значение и не могла претендовать на главенствующие позиции в Южной и Западной Индии. Ещё менее влиятельными были династии Нагов и Чуту-Сатакарниев. Довольно сильной династии Икшваков принадлежали лишь отдельные области Андхры, и она не могла играть ведущую роль в политической жизни всего Юга. В итоге наибольшей власти добились представители династии Вакатаков.
Вакатаки. Сильную империю, не уступавшую в могуществе и славе Сатаваханской, удалось создать правителям династии Вакатаков. Начало правления династии относят приблизительно к 250/255 году н. э.. Источники не содержат прямых свидетельств о первоначальных владениях Вакатаков, но косвенные данные указывают на связь с областями современного Берара. Крайне фрагментарны сведения о первом царе династии — Виндхьяшакти. По мнению исследователей, Виндхьяшакти находился в зависимости от поздних Сатаваханов и добился самостоятельности только после падения их государства. Очевидно, он сумел распространить свою власть на некоторые земли в районе гор Виндхья, на что может указывать его имя.  Возможно, что возвышение Виндхьяшакти проходило в напряжённой обстановке соперничества с шакскими кшатрапами и местными независимыми династиями. Первоначальные владения первого правителя Вакатаков, вероятно, располагались в Центральном Декане. При сыне Виндхьяшакти, царе Праварасене I (270—330) — одном из самых известных правителей этой династии, государство Вакатаков значительно расширило свои границы. В надписях вакатакских правителей именно с Праварасены I открывается список царей. Праварасена был единственным, кто принял титул «самрат» — «император» («единоправитель, всеправитель»), заявив тем самым о своём могуществе. К концу правления Праварасены I империя включала почти всю западную часть Декана между реками Нарбада и Кришна. Не исключено, что Праварасена захватил и некоторые территории в Западной Индии. В эпиграфических документах говорится о браке сына Праварасены I и дочери царя династии Нагов, которым принадлежали значительные территории Центральной Индии. Благодаря такому союзу Вакатаки укрепили свои позиции и в этой части страны. Сыновья Праварасены ещё при жизни отца стали правителями главных провинций империи. После его смерти они пытались отстоять свою самостоятельность и создать собственные государства. Одна из таких независимых ветвей династии в Южном Бераре просуществовала до V века. Царям главной ветви династии удалось сохранить власть над большей частью империи, хотя они уже не носили титул «самрат». После Праварасены трон перешёл к его внуку Рудрасене I (330—350), правление которого совпало с возникновением и усилением династии Гуптов, и Вакатакам постоянно приходилось думать о защите своих северных границ. Обе династии понимали важность установления дружеских отношений. Гупты намеревались через Вакатаков оказывать давление на южные районы, а Вакатаки были не в силах оказывать серьёзное сопротивление Гуптам в открытых схватках. Напряжённые  отношения между Гуптами и Вакатаками продолжались недолго: при внуке Рудрасены I обе династии заключили матримониальный союз. О возрастании роли Вакатаков на политической арене Индии может свидетельствовать также и брак царевича Рудрасены II с дочерью Чандрагупты II Викрамадитьи (империя Гуптов при этом получила контроль над большей частью Декана). Этот союз преследовал определённые политические цели: Гупты готовились к войне с Западными Кшатрапами и хотели обеспечить безопасность своих южных границ — империя Вакатаков как раз находилась в непосредственной близости к владениям кшатрапов. Такая политика имела успех: Гуптам удалось победить кшатрапов и захватить Западную Мальву и Саураштру, а Вакатаки сохранили большинство своих владений. Но правление Рудрасены II было непродолжительным, после его смерти власть фактически перешла в руки его вдовы Прабхаватигупты. В течение многих лет её регентства Гупты практически присоединили огромное государство Вакатаков, соответствующее размерам современного Мадхья-Прадеша. Тогда же произошло возвышение представителей боковой линии вакатакских царей. Владения их правителя Праварасены II (420—450) включали не только Южный Берар, но и области Махараштры. Обе ветви Вакатаков соперничали друг с другом. После царя Притхивишены II (конец V в.) упало значение центральной ветви династии, и главенство перешло к правителям Южного Берара — Вакатакам из Ватсагульмы. Царь Харишена (475—500) распространил свою власть на многие районы Декана и на ряд областей Западной Индии. В надписи из Аджанты (при Вакатаках были созданы основные и лучшие из poсписей этого выдающегося памятника древнеиндийского искусства) Харишена характеризуется как завоеватель Кунталы, Аванти, Калинги, Южной Кошалы, Андхры и др.. Возможно, что эти успехи были связаны с ослаблением государства Гуптов. Правление Харишены было временем нового, хотя и недолгого, расцвета империи Вакатаков. Приблизительно в 565 году Декан и другие области их государства перешли к Чалукьям. 
Сатаваханы и Вакатаки создали хорошо организованную систему центрального управления. Империя делилась на провинции, а те, в свою очередь, на округа. Существовал большой штат различных чиновников: тех, кто отвечал за продовольствие, главных писцов, военачальников, деревенских чиновников. Некоторые данные имеются и о религиозной политике Сатаваханов и Вакатаков. Кроме буддизма и джайнизма значительное распространение получил индуизм. Сатаваханы оказывали покровительство буддистам. Царь Вакатаков Рудрасена I был шиваитом, а Рудрасена II — вишнуитом. Такой религиозный синкретизм составлял одну из специфических черт культурного развития Декана и Южной Индии в древности и раннем средневековье.
Икшваки. Наряду с Вакатаками большую роль в политической жизни Декана после падения Сатаваханской империи играли государства Икшваков и Паллавов, но данные источников об этих государствах немногочисленны. Династия Икшваков утвердилась в Андхре сразу же после падения Сатаваханов. Надписи периода Икшваков из Нагарджуниконды говорят о приверженности правителей этой династии брахманизму. Основателем династии был, вероятно, царь Шантамула. При сыне Шантамулы, царе Вирапурушадатте, Икшваки заключили брачные союзы с шакскими кшатрапами из Уджаяни и правителями Ванавасы (в районе современного Мумбаи), что укрепило их политические позиции. Икшваки также заключили союз с Западными Кшатрапами против могущественной династии Паллавов, но потерпели поражение — победу одержали Паллавы. Довольно сильной династии Икшваков принадлежали только отдельные области Андхры, поэтому она, в отличие от Вакатаков и Паллавов, не могла играть ведущую роль в политической жизни всего Юга.
Паллавы. С III века о своём существовании на границе исторических районов Андхры и Тамилнада заявляет династия Паллавов. Паллавы были второй (после Вакатаков) могущественной династией Южной Индии, создавшей своё государство на развалинах Сатаваханской империи. Многие периоды их ранней истории неизвестны, о некоторых событиях имеются упоминания в надписях более поздних правителей. С течением времени династия утверждается на севере Тамилнада, со столицей  Канчипурам (Канчи), и постепенно распространяет свой сюзеренитет на весь Тамилнад, подчиняя области Чола и Пандья. Основная линия династии продолжалась до начала X века. За свою историю Паллавы пережили несколько взлётов и падений. Первый серьёзный удар династия получила от Самудрагупты (около 350 г.), однако Паллавам удалось восстановить свой престиж, но затем государство вновь ослабело: с запада наступали Кадамбы, а с севера — Вишнукундины. Но во время правления Симхавишну (555—590) государство снова начало расширяться: были подчинены территории Чолов и часть территории Пандьев, начались перманентные войны с Чалукьями из Ватапи. Последним сильным правителем династии Паллавов был Нандива́рман III (847—862). Он сумел сохранить государство в прежнем объёме и даже посылал флот в Юго-Восточную Азию. Паллавское государство в Тамилнаде стало первым, от которого сохранились архитектурные памятники. Прежде всего, это храмы в Мамаллапураме (Махабалипураме), являвшемся важным портом и торговым центром Паллавов, и храм Кайласанатха в Канчипураме. Храмы и изображения животных в Махабалипураме вырублены из скал, из цельных кусков камня, там же есть и храмы, выстроенные из каменных блоков («Семь пагод»). Сейчас от них остался только один, остальные затоплены и исчезли. Постоянные войны Паллавов с Пандьями шли с переменным успехом, при этом часто использовалась помощь Чолов, которые в IX веке постепенно усиливались, что в итоге и оказалось фатальным: в IX веке Паллавы были сметены вновь поднявшимися Чолами. Осталось несколько мелких княжеств, правители которых претендовали на своё происхождение от Паллавов. Имя или титул Паллавов носили многие вассалы Чолов, Чалукьев, Кадамбов, Раштракутов и др.
Кадамбы. 345—525 гг. — время правления династии Кадамбов в Южной Карнатаке. Кадамбы являлись первой династией народа каннада (каннара). Сначала они правили в Банаваси как независимые правители, потом как вассалы Чалукьев и Раштракутов, разделившись на две династии — в Гоа и в Ханагале. Наибольший расцвет Кадамбов падает на правление Какустхава́рмана (435—455), когда государство охватывало почти всю Карнатаку. Кадамбы первыми стали использовать язык каннада в официальных документах (при том, что основная часть их ранних надписей (до подчинения Чалукьям) была составлена на санскрите).
Западные Ганги. 350—1000 гг. — время правления династии Западных Гангов. Как и Кадамбы, Западгые Ганги правили в Южной Карнатаке. Сначала владения династии находились в районе современного округа Колар, затем столица была перенесена в Талакад на берегу реки Кавери. Ганги сохраняли независимость только до середины VI века. С возвышением династии Чалукьев из Бадами (Ватапи) Ганги стали их верными и наиболее видными вассалами и вместе с ними воевали против династии Паллавов, являвшейся постоянным врагом Чалукьев. Когда Чалукьев сменили Раштракуты, Ганги примерно столетие боролись с ними за свою независимость, а затем, сумев добиться видного положения в пределах Раштракутской империи, вместе с Раштракутами воевали с Чолами, Гурджара-Пратихарами и Парамарами. Некоторые гангские князья получали в жёны раштракутских принцесс. Позже Раштракуты вновь были сменены Чалукьями, но вместе с тем произошло и значительное усиление Чолов, которые около 1000 г. нанесли Гангам столь сильное поражение, что династия прекратила своё существование. Территория бывшего государства Гангов находилась под контролем Чолов, пока Хойсалы не нанесли им поражение при Талакаде в 1116 году.
Чалукьи из Бадами. Династия Чалукьев Ранних из Бадами (Ватапи) (ок. 550—642) стала подниматься с упадком государства Кадамбов (VI в.). Они основали первое в истории Декана крупное государство, империю, которая простиралась от реки Нарбада до реки Кавери. В правление Пулакешина II (609—642) государство достигло зенита могущества, охватив всю Махараштру, Андхру, почти всю Карнатаку и часть Гуджарата. В 620 году Пулакешину II удалось отбить нападение Харшавардханы в битве на реке Нарбада, что ознаменовало выход южных государств на общеиндийскую политическую арену. Пулакешин II не мог управлять своей обширной империей из одного центра и выделил уделы своим братьям — Андхру и Гуджарат. После серии громких побед Пулакешин II погиб, когда его столица была взята штурмом Нарасимхава́рманом Паллава. Государство сумело преодолеть кризис в правление династии Чалукьев Западных из Бадами (ок. 654/5-753), при монархе Викрамадитье I (655—680). Территория правления этой чалукийской династии простиралась на Центральный и Западный Декан. При правителе Викрамадитье II (733—746) государство даже смогло нанести поражение своим постоянным врагам Паллавам и захватить их столицу Канчипурам. Но Раштракуты, вассалы Чалукьев, уже при следующем чалукийском монархе свергли своих хозяев и основали новую империю. Западные Чалукьи исчезли с политической арены на 220 лет (с начала правления Раштракутов (753 г.) до начала правления династии Чалукьев из Кальяни — 973 г.).
Чалукьи Восточные из Венги и Чалукьи-Чолы. Когда правитель династии Чалукьев из Бадами Пулакешин II выделил Андхру и Гуджарат в качестве уделов своим братьям, гуджаратская ветвь Чалукьев быстро пресеклась, телужская же в Андхре правила долго, став известной под названием Чалукьи из Венги, или Восточные Чалукьи. Государство Восточных Чалукьев (615—1070) можно считать первым государством народа телугу. В нём язык телугу стал официальным языком наряду с санскритом. Государство занимало области нижнего течения рек Кришны и Тунгабхадры. Восточные Чалукьи, являвшиеся телужским уделом Чалукьев из Бадами, вскоре полностью отсоединились от своего материнского государства, а позже даже вступили с ним в конфронтацию. В 1070 году мужская линия Чолов пресеклась, и правитель Восточных Чалукьев Раджендра II (внук Раджендры I по женской линии, женатый на чольской принцессе) унаследовал по женской линии также и чольский трон, став чольским монархом, известным под именем Куллотунга I (1070—1122), таким образом, династия Восточных Чалукьев слилась с династией Чолов, началось правление династии Чалукьев-Чолов (XI—XII вв.). Куллотунга I оставил свою прежнюю вотчину под управлением дяди Виджаядитьи VII, а после его смерти в 1076 году назначал вице-королями Андхры одного за другим своих четырёх сыновей. Удержать эти районы было трудно, так как усилившиеся Западные Чалукьи в Западном Декане и Восточные Ганги в Ориссе часто совершали набеги в Андхру. Государство Чалукьев-Чолов не являлось централизованным: в качестве вассалов в документах упоминаются не менее 70 князьков (мандаликов). Куллотунга I и его потомки стали опираться на мандаликов, что позволило Чалукьям-Чолам сдерживать набеги противника и даже совершить несколько удачных походов против Восточных Гангов. В 1135 году ополчение мандаликов само, без помощи имперских войск, отбило нападение Западных Чалукьев. Но обратной стороной усиления вассальных князей явилось ослабление центральной власти государства. Вся вторая половина XII века и начало XIII века — время господства в Андхре мелких князьков-правителей. Около 1173 года они прекратили даже формальное подчинение Чалукьям-Чолам и начали воевать друг с другом, чем воспользовалось государство Какатьев с центром в Варангале, умело пользовавшееся противоречиями среди крупных держав региона и становившееся всё более независимым. Чалукьи потеряли контроль над Венги — в Андхре утвердились Какатьи.
Раштракуты. Раштракуты правили в Западном Декане более 200 лет (753—982). Взлёт Раштракутов был стремительным: уже второй правитель династии Кришна I (756—774) поставил под свой контроль северную часть Карнатаки и Конкан, а Дхрува Дхараварша (780—793) объединил земли от Центральной Индии до реки Кавери, ему подчинялись Восточные Чалукьи и Западные Ганги. Раштракуты трижды вторгались на Гангскую равнину и трижды разбивали североиндийские державы. Раштракутская империя сыграла важную роль в истории Индии: она продемонстрировала государствам Северной Индии силу Декана, её время явилось этапом в развитии языка каннада, от неё остались интереснейшие архитектурные памятники: храм Кайласанатха в Эллоре, пещеры Элефанты, джайнский храм в Паттадакале и др. Когда государство Раштракутов стало слабеть, начались восстания вассалов. В 982 году Тайлапа II из рода Чалукьев сверг последнего раштракутского царя и основал новую империю под старым названием, известную как Чалукьи из Кальяни, или Западные Чалукьи. 
Чалукьи Западные из Кальяни. 973—1187 гг. — время правления династии Чалукьев из Кальяни (или Западных Чалукьев / Поздних Западных Чалукьев), основанной в 973 году вассалом Раштракутов Тайлапой II. Их родственные связи с ранними Чалукьями (из Бадами) не бесспорны, однако специалистами всё же была введена сплошная нумерация царей этих двух династий. Западные Чалукьи из Кальяни боролись с Чолами за плодородную дельту Кришны-Годавари, т. е. за влияние в государстве Восточных Чалукьев. Что касается самих Восточных Чалукьев, то наблюдалась их явное тяготение к Чолам, объясняемое, похоже, их опасением своих могущественных родственников — Западных Чалукьев. Поэтому Восточные Чалукьи постоянно брали жён из чольских принцесс. Слияние Чолов и Восточных Чалукьев при Кулоттунге I означало победу Чолов в борьбе за дельту Кришны-Годавари. Однако окончательную победу всё же одержали Западные Чалукьи, а Чолы потеряли плодородную дельту. Расцвет государства Западных Чалукьев приходится на правление Викрамадитьи VI, завоевавшего почти весь Декан и неоднократно наносившего тяжёлые поражения Чолам. Но именно военные победы истощили государство, могущество Западных Чалукьев стало ослабевать, начались постоянные войны с вассалами (которые воевали также и друг с другом). В итоге в Андхре утвердилась династия Какатьев: Прола Какатья нанёс поражение чалукийскому правителю Тайлапе III (1150–1163), взял его в плен и отпустил за выкуп. Затем Тайлапе III нанёс поражение и Нарасимха I из династии Хойсалов. Плодами этой победы воспользовались вассалы Западных Чалукьев — Калачури (династия мигрировла на Декан из Центральной Индии). Басава (1106–1167), министр правителя Калачурской династии Бидджалы II, основал новую секту в шиваизме — секту вирашайвов, или лингаятов. В настоящее время лингаяты составляют значительную часть населения современного индийского штата Карнатака и играют важную роль в экономической и политической жизни штата. С утверждением в Андхре Калачуриев Чалукьи не были уничтожены, они перенесли свою столицу в Аннигери и потом вернули власть, хотя и ненадолго. Господство Калачури продолжалось до 1183 года, когда внук Тайлапы III Сомешвара IV вернул столицу Чалукьев. Но за истекшие два с лишним десятилетия все их вассалы усилились настолько, что уже не желали подчиняться. В 1200 г. Сомешвара IV умер в изгнании, а на месте империи Чалукьев образовались новые государства: за время переворотов укрепились в своих уделах бывшие вассалы — Хойсалы, Ядавы и Какатьи, которые и разделили между собой территорию бывшей империи.
В Западном Декане нередко в качестве наместников царей выступали члены их семей. Это были не только братья и сыновья, но даже сёстры и жёны. Так, два подобных случая отмечено в государстве Раштракутов, а в период Поздних Чалукьев правление женщин уже никого не удивляло.
Хойсалы. Государство Хойсалов (1026—1343) базировалось на Майсурском плато. Хойсалы получили независимость примерно в 1110 году. Основатель династии Хойсалов Вишнувардхана (1106—1141) вначале являлся верным вассалом Викрамадитьи VI, правителя династии Западных Чалукьев. Смерть сюзерена развязала ему руки: Вишнувардхана нанёс поражения Чалукьям и Чолам, и сумел утвердиться на территории, которая позже стала княжеством Майсур. Правитель Хойсалов Вира Баллала II (1172—1215), нанеся поражение соседям, превратил династию в доминирующую силу во всей Южной Индии. Воспользовавшись ослаблением Чолов, Вира Баллала II сумел закрепиться в самом центре Тамилнада. При Хойсалах продолжилось довольно широкое и заметное участие жён правителей и вельмож в администрации. «Царицы вплоть до последних правлений не только проявляли административную власть, имея каждая своих собственных министров и вассалов, но при случае даже возглавляли военные экспедиции не очень изнурительного характера». Затем начинается постепенный упадок династии. В 1310 и 1327 годах Хойсалы были разгромлены войсками Делийского султаната, но продолжали править в своём традиционном районе, пока окончательно не были свергнуты правителями империи Виджаянагара в 1343—1346 годах.
Чола. На XI век н. э. падает расцвет державы Чола, представители которой относили себя к так называемой Солнечной династии (Сурьявамша). Эпохой династии Чола датируется создание единственной в истории Индии морской империи. Правитель династии Раджараджа I (985—1014) захватил Шри-Ланку, а Раджендра I (1012–1044) расширил владения Чола до дельты Ганга, где подготовил большую морскую экспедицию и занял несколько пунктов на побережье Бирмы, Малайзии и на Суматре. В его цели входило покончить с пиратством князей Индонезии, мешавшем торговле Южной Индии с Китаем. Возможно, что Чола также хотели взять под контроль активную деятельность арабских купцов на западном побережье, где последние пытались наладить прямые отношения с китайскими купцами и индонезийскими посредниками. Однако, контроль династии Чола над Юго-Восточной Азией продолжался недолго, и морская экспедиция Раджендры I осталась единственной в своём роде в индийских летописях. Правители династии Чола, пожалуй, были единственными индийскими монархами, имевшими флот в современном смысле слова. Несмотря на то, что некоторые тексты и говорят о морских судах, использовавшихся в военных целях, тем не менее индийские правители, по-видимому, не осознавали всё значение и силу флота. Корабли прежде всего служили для доставки войск по большим рекам. Однако два могущественных принца южноиндийской династии Чола — Раджараджа I и Раджендра I — имели регулярный флот и создали эффективную морскую полицию для борьбы с многочисленными пиратами, наводнившими Индийский океан. На протяжении XI века империя Чолов сохраняла доминирование в Южной Индии. К началу XII века держава Чола являлась сильнейшей во всей Южной Азии: Чолы объединили под своей властью весь Тамилнад, часть Андхры, временами им подчинялась вся Шри-Ланка (Цейлон целиком был во власти Чолов 12 лет), они подчинили Мальдивские острова и Шривиджаю на Суматре, их вассалами стали многие княжества восточного побережья, а также Южной Карнатаки и Кералы. Раджендра I (1012—1044) послал экспедицию на север «завоёвывать Ганг», разбил царя из династии Палов и привёз в Тамилнад воду из Ганга, которую вылил в местные водоёмы. В XIII веке Чолы были свергнуты с престола Хойсалами из Майсура и основавшейся в Мадурае новой династией Пандья, которые поделили между собой территории государства Чола.
Пандья. Возвышение Пандьев начинается с 1190 года. К середине XIII века они, заместив Чолов в роли имперского государства, начинают доминировать в Тамилнаде. Генеалогия и хронология Пандьев, провозглашавших свою принадлежность к Лунной династии (Чандравамша), довольно запутана, поскольку датировка надписей династии велась лишь годами правления того или иного князя, и при датировке не использовалась ни одна из применявшихся тогда эр. Всего в период с 1100 по 1360 гг. известно 22 князя, родственные связи между которыми не всегда ясны. По-видимому, было несколько династий, или несколько князей правили одновременно. Наиболее известен из них Джатаварман Сундара (1251—1272), надписи которого разбросаны от района Неллура до мыса Коморин, что указывает на размер контролировавшейся им территории. Царство Пандья являлось крупным торговым центром, с портом Кайял на восточном побережье. Марко Поло, возвращаясь из Китая, дважды посетил этот порт, в 1288 и 1293 годах, и называл его «большим и прекрасным городом», куда прибывало множество судов из Аравии и Китая. Он упоминает о необычайно тонком муслине, «напоминающем паутину», который выделывался на местном восточном побережье. Марко Поло сообщает также интересный факт: из Аравии и Персии в Южную Индию ввозилось морем большое количество лошадей. Климат Южной Индии неблагоприятен для коневодства, а  лошади, помимо всего прочего, были необходимы для военных нужд. В 1310 году Пандьи были подчинены мусульманами, но ещё долго правили в качестве вассалов Мадурайского султаната, затем империи Виджаянагара, а ещё позже — государства Мадурайских Наяков.
Ядавы (Сеуна). Ядавы (Сеуна) появляются на политической арене Махараштры и Карнатаки под именем Сеунов ещё в период Раштракутов. Ядавы вели своё происхождение от Яду, предка Кришны,
и развивали легенды о своём переселении на юг из района Матхуры в Северной Индии. Некоторые данные указывают на неарийское происхождение этой племенной конфедерации. Слово «кришна» означает «чёрный», пасторальный Кришна часто отождествляется с Майоной («чёрный»), играющим на флейте и заигрывающим с пастушками — излюбленная тема древних тамильских антологий. Ядавы верно служили Западным Чалукьям, участвуя в их войнах с Парамарами. Когда Чалукьи были свергнуты Калачуриями, Ядавы во главе с Бхилламой IV объявили себя независимыми (около 1180 г.) (по другим данным — около 1191 г.). Битва за «чалукийское наследство» между Хойсалами и Ядавами в 1187 году окончилась в пользу последних. Однако в дальнейшем борьба между Хойсалами и Ядавами шла с переменным успехом. Наибольшего могущества государство достигло при махарадже Сингхане (1210—1246). Ему подчинялся не только западный Декан, но и Гуджарат. В 1294 году последний правитель династии Рамачандра (1271—1310) вынужден был подчиниться Ала-ад-дину, но не смирился и снова потерпел поражение от войск Делийского султаната в 1307 году. Через год Рамачандра был опять посажен на трон и оказал мусульманской армии помощь в организации ещё более глубокого похода на Юг — против Хойсалов. В 1317 году началось восстание против мусульман, возглавленное зятем Рамачандры, и только тогда, разбитое войсками Делийского султаната, государство Ядавов окончательно исчезло с политической карты.
Какатьи. Какатьи из Варангала правили на территории Андхры с конца XI века, а независимыми стали в середине XII века. Династия претендовала на происхождение от Чолов Тамилнада, однако эта генеалогия ничем не подтверждается, брахманы относили их к шудрам. Грамоты Какатьев написаны на языке каннада (каннара) с употреблением западночалукийской дипломатики (до XI века династия являлась вассалом Западных Чалукьев). Их первая надпись на санскрите с перечислением генеалогического древа относится к 1163 году: Какатьи уже называли себя «царями Андхры» или «царями страны телугу» и уже не стеснялись причислять себя к шудрам, хотя в то же время, вопреки логике,  называли своё государство «Какатараджья» и считали себя отпрысками Лунной династии. Гундая, первый известный представитель этой династии, пал в битве на стороне Кришны II Раштракуты в борьбе с Восточными Чалукьями примерно в 950 году. Пользуясь противоречиями между «великими державами» региона, династия крепла и становилась всё более независимой. Государство имело выход к морю и вело активную внешнюю торговлю через порт Мотупалле. Около 1293 года этот порт посетил марко Поло. К началу XIV века, в правление Пратапарудры II (1295—1323) государство достигло наибольшего могущества, и в это же время (1309/10 г.) оно получило серьёзный удар от войск Делийского султаната. Откупившись массой драгоценностей, Пратапарудра, сразу после ухода мусульманских армий, отправился дальше на юг, где нанёс поражения Пандьям, Хойсалам и более мелким правителям, а затем начал войну с Ядавами. Понимания грозной опасности, нависшей с севера, у южноиндийских правителей не было. В 1322 году Пратапарудра потерпел очередное поражение от мусульманских войск и позже умер в плену. Однако династия сохранялась и была окончательно уничтожена уже шахами Бахмани в 1425 году.
XIII век — это время соперничества в Южной Индии четырёх государств: Хойсалов в Южной Карнатаке, Пандьев в Тамилнаде, Ядавов (Сеунов) в Махараштре и Северной Карнатаке, Какатьев в Андхре.
Вассальные династии. Средневековые индийские государства не являлись централизованным монархиями. Каждое крупное государство опиралось на свою родовую территорию (ядро), осуществляя лишь некоторую степень контроля над остальной частью государства. «Вертикаль власти» существовала только в этом ядре, в присоединённых или завоёванных землях правили местные вожди — велы. Вассальные князья пользовались большой самостоятельностью. Некоторые из них обладали царскими титулами и образовывали династии, другие же появлялись на исторической сцене лишь эпизодически. Реальный суверенитет вассальных князей зависел от соотношения сил: они могли подчиняться царям или враждовать с ними. Что касается самих царей, то они «правили территориями, размеры которых не были им точно известны». Вассальные правители постоянно упоминаются в исторических источниках. Они издавали надписи от своего имени, совершали дарения либо от имени царя, либо самостоятельно, предоставляли займы общинам с условием выплаты процентов храмам. Особенно учащаются сведения о самостоятельных дарениях вассалов в IX—начале X веков, когда ослабевают паллавские цари. Это обычно сильные местные вожди, реальные дарители, их прославление становится важной частью надписи, а царь лишь «соглашается» с их дарением. Рост сепаратизма вассалов, по-видимому, и явился главной причиной падения государства Паллавов. Государство Чолов тоже не являлось исключением. Управление на таких огромных территориях могло быть только косвенным, через посредство местных властей. Само ядро чольских владений тоже не представляло собой единообразной картины в административном отношении. Возвышение Чолов началось после того, как они отняли Танджавур у местной династии Муттараяров, однако последние не исчезли с политической карты, а стали вассалами Чолов и правили небольшой округой в самом центре Чолама́ндалы (исторический центр государства Чолов) до времени Кулоттунги I.
Сохранялось также ещё некоторое количество старинных родов. На границе с Андхрой правили Баны. Эта династия упоминается с IV по XVI века. Баны оказывались вассалами Паллавов, Пандьев, Чолов, а позднее — империи Виджаянагара и государства Мадурайских Наяков.
Династия Ноламбов дала название стране, которой правила с VIII по XI века — Ноламбавади (округа в Андхра-Прадеш и Карнатаке). Ноламбы считали себя ветвью Паллавов, носили соответствующие титулы и меняли свою лояльность в зависимости от силы окружающих империй — Западных Гангов, Раштракутов и Чолов. Другой ветвью Паллавов считались Кадавы, правившие частью современного Южного Аркота. Кадавы являлись верными вассалами Кулоттунги I. Несколько ветвей имел род Вайдумбов. Впервые они появляются как вассалы Западных Чалукьев из Кальяни в IX веке. В 1001 году один из Вайдумбов признал себя вассалом Чолов. На границе владений Чолов и Пандьев, между реками Вайгей и Палар, правили Ирукку-велы, или Кодумбалур-велиры. Кодумбалур являлся крупным торговым городом, и упоминался как центр, куда сходятся четыре дороги. В одном из районов округа Тиручираппалли правила семья Палуветтараяров. Есть основания приписывать им происхождение от Черов. Они породнились также и с Чолами, однако после правления Раджараджи I их следы теряются.
Какатьи, сменившие династию Чалукьев-Чолов в конце XII века, унаследовали от последних вассальные семьи Вирьяла, Натавади, Речерла-Редди, Мальяла, Чераки, Кота (Гунтур), Телугу-Чодов, Кандури-Чодов. Многие из этих семей имели брачные связи с правящим домом. Нет сведений о том, что вассальные князья платили какую-либо дань Какатьям. Они имели собственных наместников в округах своего княжества. Сингаладева-махараджа, например, имел своего «министра» (прегаде), который «управлял всей страной» и приобрёл разные высокие титулы.
На крайнем Юге мелкие княжества во главе с династией Пандьев никогда не исчезали полностью с исторической сцены. В  XIII веке, когда Пандьи стали доминирующей династией в Тамилнаде, они снова вышли из тени на авансцену тамильской политики. В этот период отмечено процветание целого ряда вассальных князей. Из контекста надписей ясно, что это были могущественные правители. Местные князья, иногда претендовавшие на значительную знатность, играли важную роль как в чольской, так и в пандийской политии. Временами местные династы переставали упоминаться и исчезали из исторических источников, но затем, когда центральная власть ослабевала, снова появлялись на исторической сцене.
В XIV веке из Северной Индии на юг Индостана начинает проникать ислам, к тому времени уже достаточно укоренившийся на севере. Во время правления делийского султана Ала ад-Дина Хильджи (1296–1315/1316) Малик Кафур (главный евнух и обращённый в ислам индус) предпринял несколько опустошительных набегов на южные земли, в результате чего на крайнем Юге, в Мадурае, на некоторое время установился мусульманский султанат.
Виджаянагара. Тем не менее дравиды не попали окончательно под власть мусульман. В XIV—XVII веках н. э. бо́льшая часть южных дравидов вошла в состав крупнейшей южноиндийской империи Виджаяна́гара (Виджаяна́гар). Это новое независимое государство упорно сопротивлялось бахманийским султанам северного Декана, установив гегемонию собственной власти на территории почти всего южного Индостана. В период господства мусульманских династий на значительной части Индии империя Виджаянагара упорно противостояла исламизации, являясь крупнейшим независимым индуистским государством своего времени. Государство и его столица привлекали множество беженцев-индусов с севера Индии. Несмотря на непрерывные войны в течение почти 200 лет, границы империи практически не менялись. Правители Виджаянагары сумели сохранить свою независимость до середины XVI века, отчасти даже несколько дольше. О великолепии и благополучии имперской столицы свидетельствуют рассказы европейцев: итальянца Никколо де Конти, посетившего Индию в начале XV века, и португальских путешественников Паеса (Паеша) и Нуница (Нуниша), прибывшими в Виджаянагару примерно сто лет спустя и основавшими в Гоа португальскую торговую контору. Советский индолог С. И. Тюляев в статье «Город Победы — Виджайянагар» упоминает о побывашем в империи в 1443 году среднеазиатском историке Абд-ар-Раззаке, так написавшем об одноимённой столице государства: «Город Биджанагар таков, что зрачок глаза не видывал подобного места, и ухо рассудка никогда не познавало, что на свете существует нечто подобное… Повсюду продаются розы… ювелиры продают открыто на базарах жемчуг, рубины, изумруды и бриллианты», «Город невиданной и неслыханной красоты, с которым ничто на земле сравниться не может». Спустя почти 100 лет после Абд-ар-Раззака португалец Д. Паеш (Паэс) написал: «То, что я увидел…  показалось мне величиной с Рим и весьма великолепным с виду», «наиболее обеспеченный город в мире… он изобилует всем… Всё это настолько роскошно и прекрасно, что вряд ли можно найти где-либо что-нибудь подобное». Абд-ар-Раззак отмечал богатство не только самой столицы, но и жителей империи: «Страна столь густо населена и богата, что невозможно в немногих словах дать об этом представление. В казначействе правителя имеются комнаты, под которыми вырыты подвалы, наполненные расплавленным золотом, превращённым в сплошную массу. Все жители страны, как высокого, так и низкого происхождения, вплоть до ремесленников на базаре, носят драгоценности и позолоченные украшения…». При правителе Дева Райе II (1425–1446) империя достигла необыкновенного могущества и совершала крупные завоевательные походы в Бирму и на Шри-Ланку. Великий виджаянагарский правитель Кришна Дева Райя (1509–1529), проживи он дольше, возможно, сумел бы полностью изгнать мусульман из Декана, однако, после смерти императора его эффективная политика не была продолжена, а более слабые преемники позволяли султанатам северного Декана втягивать себя в их интриги. В результате, 23 января 1565 года империя Виджаянагара потерпела колоссальное поражение в битве при Таликоте от коалиции четырёх сплочённых деканских султанатов: Биджапура, Ахмаднагара, Бидара и Голконды (в некоторых источниках упоминается ещё и Берар), оставшихся от их главного противника — Бахманийского (Бахманидского) султаната. После разгрома при Таликоте начался распад империи Виджаянагара, а её некогда великолепная столица, один из крупнейших городов Индии того времени, была разрушена. От руин столицы Виджаянагары до наших дней сохранился известный храм Вирупакши в Хампи. Поражение при Таликоте не являлось единственной причиной распада государства, это был кризис, ослабивший империю, но не уничтоживший политическую власть индусов на Юге. Временная коалиция султанов не стала постоянным союзом, их взаимное соперничество даже позволило Виджаянагаре восстановить некоторые потери. Тем не менее неверность вассалов и наместников провинций центральной имперской власти ускорила распад государства. В начале XVII века империя фактически превратилась в небольшое княжество. Многие бывшие вассалы стали независимыми, на развалинах Виджаянагары возникло новое независимое княжество — Майсур.
Майсур. Государство Майсур располагалось на территории современного южноиндийского штата Карнатака. В III—XI веках на территории Майсура правила династия Западных Гангов, часто попадавшая в зависимость от мощных южноиндийских империй — Западных Чалукьев, Раштракутов, Чолов, а с XII века — Хойсалов. С XIV века Майсур являлся основным вассальным княжеством империи Виджаянагара, после распада которой превратился в независимое государство во главе с династией Водеяр. В 1761 году, в результате переворота, фактическую власть в государстве захватил военачальник-мусульманин Хайдар Али, свергнувший индусскую династию Водеяр. При нём и его сыне Типу Султане (правил в 1782—1799 годах) Майсур превратился в сильнейшее государство Южной Индии, охватив часть Малабара, часть Андхры и Тамилнада. В XVII—XVIII веках районы расселения дравидов были захвачены английскими колонизаторами. В XVIII веке, являясь сильнейшим в Южной Индии, княжество Майсур составило основной очаг антиколониальной борьбы, оказав наибольшее сопротивление английскому вторжению в глубь Южной Индии. В результате четырёх англо-майсурских войн территория Майсура была сильно урезана (до размеров Майсурского плато), а само княжество превращено в английского вассала с восстановленной индусской (индуистской) династией Водеяр.
Национально-языковые штаты. В результате проведённого англичанами колониального передела земель этнические территории дравидийских народов были раздроблены. После достижения Индией независимости (1947 г.), в процессе борьбы за национальное самоопределение дравидийские народы, подобно другим крупным индийским этносам, требовали выделения их этнических территорий в отдельные штаты. В 1956 году границы этих штатов были окончательно определены. Первоначально они назывались Мадрас, Андхра-Прадеш, Майсур и Керала. В 1969 году штат Мадрас был переименован в штат Тамилнад, а с 1973 года штат Майсур стал именоваться штатом Карнатака. Народ телугу в основном населяет штат Андхра-Прадеш, тамилы — Тамилнад, каннара — Карнатаку, малаяли — Кералу. С 90-х годов XX века в среде народа тулу усилилось движение, требующее выделения на территории проживания данного этноса их собственного штата — Тулунаду.

## Мифология
Собственная мифологическая система существовала у дравидского, (протодравидского) этноса в эпоху, предшествующую становлению индуизма. В настоящее время дравидская мифология представляет собой совокупность архаических мифологических представлений в рамках сельского быта, а также у бесписьменных дравидских племён. Сохраняются космогонические и этиологические мифы, в которых центральное место занимает богиня-созидательница, богиня-мать. Имеются отголоски мифов о потопе и некой прародине дравидов, которую они покинули в древние времена.

## Известные личности
- А. Р. Рахман[106]— композитор (обладатель двух «Оскаров»)[107][108], аранжировщик, закадровый певец
- Венкатраман Рамакришнан[109] — британский учёный-биохимик, лауреат Нобелевской премии по химии[109]
- Виджаянтимала[110] — актриса Колливуда и Болливуда
- Видья Балан[111][112][113] — актриса Болливуда
- Вишванатан Ананд[109][114] — чемпион мира по шахматам, гроссмейстер
- Джая Прада[115][116] — актриса Толливуда и Болливуда
- Джордж Сударшан (Е. К. Джордж Сударшан)[117] — американский физик-теоретик
- Илайяраджа[106]— композитор, закадровый певец
- Кальямпуди Радхакришна Рао (К. Р. Рао)[118][119] — крупнейший индийский математик, статистик
- Камал Хасан[120][121] — актёр Колливуда (снимался также в Толливуде и Болливуде)
- Кришнан Сашикиран[122] — шахматист, гроссмейстер
- Лакшминараяна Субраманиам (Л. Субраманьям)[123] — скрипач, композитор, аранжировщик, дирижёр, мультиинструменталист
- Магеш Чандран Панчанатан[122] — шахматист, гроссмейстер
- Мани Ратнам[124][125][126][127][128][129] — кинорежиссёр, сценарист, продюсер
- Панаяппан Сетхураман (С. П. Сетхураман)[122] — шахматист, гроссмейстер
- Пентала Харикришна (П. Харикришна)[122][нет в источнике] — шахматист, гроссмейстер
- Р. К. Нарайан[130] — один из крупнейших индийских англоязычных писателей XX века
- Рамачандран Рамеш (Р. Б. Рамеш)[122] — шахматист, гроссмейстер
- Рекха[131] — актриса Болливуда
- С. П. Баласубраманьям[132][133][134] — закадровый певец, композитор
- Субраманьян Чандрасекар[135][136][137][138] — американский астрофизик и физик-теоретик, лауреат Нобелевской премии по физике[137]
- Текке Куруппате Нарендран[139] — энтомолог, крупный индийский систематик и таксономист, академик Индийской Академии наук
- Хема Малини[109][110] — актриса Болливуда
- Чандрасекхара Венката Раман (Ч. В. Раман)[140][141] — физик, основатель Индийской Академии наук[140]
- Чинтамани Нагеса Рамачандра Рао (Ч. Н. Р. Рао)[142][143][144] — химик, специалист в области химии твёрдого тела и структурной химии, лауреат нескольких престижных научных премий
- Шридеви[110] — актриса Болливуда